# Александриновка
Александриновка (укр. Олександринівка) — село, входит в Згуровскую поселковую общину Броварского района Киевской области Украины. До 2020 года входило в состав Згуровского района.
Население по переписи 2001 года составляло 113 человек. Почтовый индекс — 07612. Телефонный код — 4570. Занимает площадь 0,644 км². Код КОАТУУ — 3221983003.

## Местный совет
07612, Київська обл., Згурівський р-н, с. Красне, вул. Пушкіна, 4